# طواف إيطاليا 1995
طواف إيطاليا 1995 هو سباق دراجات هوائية أقيم في إيطاليا بتاريخ مايو 13 — يونيو 4، تكون السباق من 22 مرحلة وامتدّ لمسافة 3736 كم بسرعة 38.260 كم/س، استغرق السباق 97 ساعة 39 دقيقة 50 ثانية. فاز به السويسري طوني رومينغر.

## الترتيب
| م                     | الدرّاج       | البلد  | الزمن                     |
| --------------------- | ------------ | ------ | ------------------------- |
| الفائز بالترتيب العام | طوني رومينغر | سويسرا | 97 ساعة 39 دقيقة 50 ثانية |
| حسب النقاط            | طوني رومينغر | سويسرا | -                         |